# ویلکه ون آملروی
ویلکه ون آملروی (هلندی: Willeke van Ammelrooy؛ زادهٔ ۵ آوریل ۱۹۴۴) بازیگر اهل هلند است.
از فیلم‌ها یا برنامه‌های تلویزیونی که وی در آن نقش داشته‌است، می‌توان به آنتونیا و قاتل پشت خط است اشاره کرد.